# 도요타시역
도요타 시 역(일본어: 豊田市駅, とよたしえき)은 일본 아이치현 도요타시에 소재하는 나고야 철도 미카와선의 역이다. 역 번호는 MY07이다.
도요타 시의 중심역으로 아이치 환상 철도선 신토요타역은 보행자 데크로 연결된다.
역 집중 관리 시스템으로 미카와 선(야마 선 ~ 지류 역 이북)과 도요타 선 거의 전역을 집중 관리하고 운행상으로도 중요한 거점역이다.

## 역사
- 1920년 11월 1일: 미카와 철도 고로모역으로 영업 개시.
- 1941년 6월 1일: 미카와 철도가 나고야 철도에 합병되면서 당사의 미카와 선의 역이 됨.
- 1959년 10월 1일: 도요타 시 역으로 역명 변경.
- 1960년 12월 1일: 화물 영업 폐지.
- 1961년 7월 24일: 역 건물 "도요 빌딩" 준공. 역 기능을 지하화하는 구내 건널목 폐지.
- 1970년: 도요 빌딩을 4층 건물로 증축시킴.
- 1985년
  - 11월 1일: 고가화 사업에 따라 역사 개축, 현재의 고가역이 됨.
  - 12월 1일: 우와고로모 ~ 우메쓰보 역간 단선 고가화.
- 1986년 10월 1일: 도요타 시 ~ 우메쓰보 역간 복선화.
- 1987년 3월 21일: 고가시타 상가 "도요타 플라자" 개업.
- 1998년 6월 24일: 역 리뉴얼, 자동 개찰기와 자동 매표기 증설.
- 2003년 10월 1일: 트랜 패스 사용 개시에 따라 역 집중 관리 시스템 도입, 무인화.
- 2011년 2월 11일: IC카드 승차권 "manaca" 공용 개시.
- 2012년 2월 29일: 트랜 패스 공용 종료.

## 역 구조
혼합식 승강장 2면 3선을 가진 고가역에서 2,3번 선이 섬식 승강장이다. 미카와 선 지류 ~ 사나게 역간에 있는 중간역에서 유일하게 승강장 센서가 설치되지 않았다. 승강장 유효 길이는 지하철 직통 차량이 정차 가능하도록 모두 20m급 4문 차량의 6량 편성에 대응한다.
1,3번 선은 주로 미카와 선 열차가 사용한다. 2번 선은 지류 역 방향으로 선로가 연결되지 않은 회차선이고 원칙적으로 도요타 선의 열차가 본 승강장을 사용한다. 단, 유치선의 쓰치하시 역에서 출고되는 이른 아침의 도요타 선 열차는 1번 선에서 발차한다. 마찬가지로 회송되지 않고 쓰치하시 역까지 회송되는 열차도 3번 선에 도착한다. 본 역을 기점으로 사나게 방향이 복선, 지류 방향이 단선인 것과 도요타 선에서 종점인 열차와의 접속하는 것부터 낮 시간대의 지류 방면 행 열차는 5분 정도 정차한다.
자동 매표기, 자동 개찰기, LED식 발차 안내 표시기 외에 2,3번 선에는 산코스 매점이 있다.
역 자동 방송은 1,2번 선이 여성, 3번 선이 남성이다. 본 역을 발착하는 정기 영업 열차는 보통 열차 뿐이지만, 사나게 방면은 히라토바시 역까지의 아카이케 방면은 미요시가오카까지의 지류 방향은 쓰치하시까지 모든 정차역이 안내된다.
배리어 프리 설비로서 개찰구 층으로 승강장과 연결되는 엘리베이터가 설치되어 있다.

### 승강장
| 번호 | 노선        | 방향 | 행선                                          | 비고        |
| ---- | ----------- | ---- | --------------------------------------------- | ----------- |
| 1    | ■ 미카와 선 | 하행 | 사나게 방면                                   |             |
| 1    | ■ 도요타 선 | -    | 아카이케・후시미・가미오타이 방면             | 일부 열차만 |
| 2    | ■ 도요타 선 | -    | 아카이케・후시미・가미오타이・이누야마선 방면 |             |
| 3    | ■ 미카와 선 | 상행 | 지류 방면                                     |             |

## 역 주변
- 도요타 시청
- 도요타 시 역 서쪽 출입구 시가지 재개발 빌딩 - 도보로 약 3분
  - 마쓰자카야 도요타점(옛, 도요타 소고)
  - T-FACE
  - 도요타 헌혈 룸(아이치 현 적십자 혈액 센터)
- 메이테쓰 도요타 호텔
- 도요타 시민 센터
- 산아이칸(토요타 시민 센터 지구 재개발 빌딩) - 도보로 약 3분
  - 도요타 시 중앙 도서관
  - 도요타 시 능악당
  - 도요타 시 콘서트 홀
- 코모 스퀘어(도요타 시 에키마에도리 미나미 지구 시가지 재개발 빌딩) - 도보로 약 3분
  - 호텔 도요타 캐슬
  - 아이레 쿠스 스포츠 클럽 PREMIA
- 도요다 산업 문화 센터
- 도요타 시 미술관 - 도보로 약 15분
- 도요타 스타디움 - 도보로 약 15분
- VITS 도요타 타운
- 훼미리마트 도요타 시 역점 - 역 구내
- 아이치 환상 철도선 신토요타역
- 아이치 현립 도요다히가시 고등학교
- 아이치 현립 도요타니시 고등학교
- 아이치 현립 도요타키타 고등학교
- 도요타 기타마치 우체국
- 도요타 와카미야 우체국
- 미쓰이스미토모 은행 도요타 지점
- 미즈호 은행 도요타 지점
- 미쓰비시도쿄UFJ은행 도요타 지점
- 미에 은행 도요타 지점
- 나고야 은행 도요타 영업부
- 국도 제153호선
- 국도 제155호선
- 국도 제248호선
- 국도 제419호선
- 아이치 현도 342호 도요타시 정차장선

## 인접역
| 나고야 철도 미카와선(도요타선 직통 포함) | 나고야 철도 미카와선(도요타선 직통 포함) | 나고야 철도 미카와선(도요타선 직통 포함) |
| ---------------------------------------- | ---------------------------------------- | ---------------------------------------- |
| MY08 우메쓰보 사나게・아카이케 방면      |                                          | 우와고로모 MY06 지류 방면                |